# Isaiah Crowell
Pour les articles homonymes, voir Crowell.
(en) Statistiques sur pro-football-reference
Isaiah Hassan Crowell, né le 8 janvier 1993 à Columbus, est un Américain, joueur professionnel de football américain évoluant au poste de running back .
Il a joué de 2014 à 2017 pour la franchise des Browns de Cleveland au sein de la National Football League (NFL) avant d'être transféré en 2018 chez les Jets de New York et en 2019 chez les Raiders d'Oackland.